# Mongolië op de Olympische Zomerspelen 2024
Mongolië nam deel aan de Olympische Zomerspelen 2024 in Parijs, Frankrijk.

## Medailleoverzicht
| Medaille | Naam                    | Sport | Onderdeel              | Datum   |
| -------- | ----------------------- | ----- | ---------------------- | ------- |
| Zilver   | Bavuudorjiin Baasankhüü | Judo  | Extra licht -48 kg (v) | 27 juli |

## Aantal Deelnemers
Hieronder volgt een overzicht van de atleten die zich reeds gekwalificeerd hebben voor de Olympische Zomerspelen van 2024.
| Sport         | Mannen | Vrouwen | Totaal |
| ------------- | ------ | ------- | ------ |
| Atletiek      | 1      | 2       | 3      |
| Boksen        | 0      | 2       | 2      |
| Boogschieten  | 1      | 0       | 1      |
| Gewichtheffen | 0      | 1       | 1      |
| Judo          | 5      | 5       | 10     |
| Schietsport   | 2      | 1       | 3      |
| Wielersport   | 1      | 0       | 1      |
| Worstelen     | 3      | 6       | 9      |
| Zwemmen       | 1      | 0       | 1      |
| totaal        | 14     | 18      | 32     |

## Deelnemers en Resultaten

### Atletiek
Mannen
| atleet             | onderdeel | series | series | herkansingen | herkansingen | halve finale | halve finale | finale | finale |
| atleet             | onderdeel | tijd   | rang   | tijd         | rang         | tijd         | rang         | tijd   | rang   |
| ------------------ | --------- | ------ | ------ | ------------ | ------------ | ------------ | ------------ | ------ | ------ |
| Bat-Ochiryn Ser-Od | marathon  | n.v.t. | n.v.t. | n.v.t.       | n.v.t.       | n.v.t.       | n.v.t.       |        |        |

Vrouwen
| atlete                      | onderdeel | series | series | herkansingen | herkansingen | halve finale | halve finale | finale | finale |
| atlete                      | onderdeel | tijd   | rang   | tijd         | rang         | tijd         | rang         | tijd   | rang   |
| --------------------------- | --------- | ------ | ------ | ------------ | ------------ | ------------ | ------------ | ------ | ------ |
| Galbadrakhyn Khishigsaikhan | marathon  | n.v.t. | n.v.t. | n.v.t.       | n.v.t.       | n.v.t.       | n.v.t.       |        |        |
| Bayartsogtyn Mönkhzayaa     | marathon  | n.v.t. | n.v.t. | n.v.t.       | n.v.t.       | n.v.t.       | n.v.t.       |        |        |

### Boksen
Vrouwen
| atlete                      | onderdeel     | eerste ronde         | tweede ronde         | kwartfinale          | halve finale         | finale               | rang           |
| atlete                      | onderdeel     | tegenstander uitslag | tegenstander uitslag | tegenstander uitslag | tegenstander uitslag | tegenstander uitslag | rang           |
| --------------------------- | ------------- | -------------------- | -------------------- | -------------------- | -------------------- | -------------------- | -------------- |
| Oyuntsetsegiin Yesügen      | vlieggewicht  | Valencia V 0 - 5     | niet geplaatst       | niet geplaatst       | niet geplaatst       | niet geplaatst       | niet geplaatst |
| Möngöntsetsegiin Enkhjargal | bantamgewicht | Charaabi W 5 - 0     | Perijov W 4 - 1      | Akbaş                |                      |                      |                |

### Boogschieten
Mannen
| atleet                    | onderdeel   | plaatsingsronde | plaatsingsronde | eerste ronde         | tweede ronde         | derde ronde          | kwartfinale          | halve finale         | finale / BM          | finale / BM |
| atleet                    | onderdeel   | score           | rang            | tegenstander uitslag | tegenstander uitslag | tegenstander uitslag | tegenstander uitslag | tegenstander uitslag | tegenstander uitslag | rang        |
| ------------------------- | ----------- | --------------- | --------------- | -------------------- | -------------------- | -------------------- | -------------------- | -------------------- | -------------------- | ----------- |
| Baatarkhuyagiin Otgonbold | individueel | 643             | 54              | Grande               |                      |                      |                      |                      |                      |             |

### Gewichtheffen
Vrouwen
| atlete                       | onderdeel | trekken | trekken | stoten | stoten | totaal | rang |
| atlete                       | onderdeel | score   | rang    | score  | rang   | totaal | rang |
| ---------------------------- | --------- | ------- | ------- | ------ | ------ | ------ | ---- |
| Mönkhjantsangiin Ankhtsetseg | -81 kg    |         |         |        |        |        |      |

### Judo
Mannen
| atleet                    | onderdeel | eerste ronde         | tweede ronde         | kwartfinale          | halve finale         | herkansing           | finale / BM          | finale / BM    |
| atleet                    | onderdeel | tegenstander uitslag | tegenstander uitslag | tegenstander uitslag | tegenstander uitslag | tegenstander uitslag | tegenstander uitslag | rang           |
| ------------------------- | --------- | -------------------- | -------------------- | -------------------- | -------------------- | -------------------- | -------------------- | -------------- |
| Enkhtaivany Ariunbold     | −60 kg    | Samy W 10 - 00       | Mkheidze V 00 - 10   | niet geplaatst       | niet geplaatst       | niet geplaatst       | niet geplaatst       | niet geplaatst |
| Yondonperenlein Baskhüü   | −66 kg    | bye                  | Iadov W 10 - 00      | Lima V 00 - 01       | niet geplaatst       | Khyar V 00 - 01      | niet geplaatst       | niet geplaatst |
| Batzayaagiin Erdenebayar  | −73 kg    | Stump W 01 - 00      | Cases W 01 - 00      | Osmanov V 00 - 01    | niet geplaatst       | Hashimoto V 00 - 01  | niet geplaatst       | niet geplaatst |
| Batkhuyagiin Gonchigsüren | −100 kg   | Paltchik             |                      |                      |                      |                      |                      |                |
| Odkhüügiin Tsetsentsengel | +100 kg   | Abramov              |                      |                      |                      |                      |                      |                |

Vrouwen
| atlete                      | onderdeel | eerste ronde         | tweede ronde         | kwartfinale          | halve finale         | herkansing             | finale / BM          | finale / BM    |
| atlete                      | onderdeel | tegenstander uitslag | tegenstander uitslag | tegenstander uitslag | tegenstander uitslag | tegenstander uitslag   | tegenstander uitslag | rang           |
| --------------------------- | --------- | -------------------- | -------------------- | -------------------- | -------------------- | ---------------------- | -------------------- | -------------- |
| Bavuudorjiin Baasankhüü     | −48 kg    | Esposito W 10 - 00   | Tanzer W 10 - 00     | Narváez W 10 - 00    | Martínez W 10 - 00   | bye                    | Tsunoda V 00 - 01    | Zilver         |
| Lkhagvasürengiin Sosorbaram | −52 kg    | Toro W 10 - 00       | Pupp V 00 - 10       | niet geplaatst       | niet geplaatst       | niet geplaatst         | niet geplaatst       | niet geplaatst |
| Lkhagvatogoogiin Enkhriilen | −57 kg    | Gjakova W 10 - 00    | Starke W 11 - 01     | Huh M-m V 00 - 01    | niet geplaatst       | Liparteliani V 00 - 01 | niet geplaatst       | niet geplaatst |
| Otgonbayaryn Khüslen        | −78 kg    | Chalá                |                      |                      |                      |                        |                      |                |
| Amarsaikhany Adiyaasüren    | +78 kg    | Berlikash            |                      |                      |                      |                        |                      |                |

Gemengd
| atleten | onderdeel | eerste ronde         | tweede ronde         | kwartfinale          | halve finale         | herkansing           | finale / BM          | finale / BM |
| atleten | onderdeel | tegenstander uitslag | tegenstander uitslag | tegenstander uitslag | tegenstander uitslag | tegenstander uitslag | tegenstander uitslag | rang        |
| ------- | --------- | -------------------- | -------------------- | -------------------- | -------------------- | -------------------- | -------------------- | ----------- |
|         | team      |                      |                      |                      |                      |                      |                      |             |

### Schietsport
Mannen
| atleet                | onderdeel               | kwalificaties | kwalificaties | finale         | finale         |
| atleet                | onderdeel               | punten        | rang          | punten         | rang           |
| --------------------- | ----------------------- | ------------- | ------------- | -------------- | -------------- |
| Enkhtaivany Davaakhüü | 10 m luchtpistool       | 578-21x       | 7 Q           | 115.7          | 8              |
| Nyantaigiin Bayaraa   | 50 m geweer 3 houdingen | 584-26x       | 30            | niet geplaatst | niet geplaatst |

Vrouwen
| atlete             | onderdeel               | kwalificaties | kwalificaties | finale | finale |
| atlete             | onderdeel               | punten        | rang          | punten | rang   |
| ------------------ | ----------------------- | ------------- | ------------- | ------ | ------ |
| Oyuunbatyn Yesügen | 50 m geweer 3 houdingen |               |               |        |        |

Gemengd
| atlete                                 | onderdeel            | kwalificaties | kwalificaties | finale         | finale         |
| atlete                                 | onderdeel            | punten        | rang          | punten         | rang           |
| -------------------------------------- | -------------------- | ------------- | ------------- | -------------- | -------------- |
| Nyantaigiin Bayaraa Oyuunbatyn Yesügen | 10m luchtgeweer team | 625.4         | 16            | niet geplaatst | niet geplaatst |

### Wielersport

#### Wegwielrennen
Mannen
| atleet                | onderdeel    | tijd     | rang |
| --------------------- | ------------ | -------- | ---- |
| Jambaljamts Sainbayar | wegwedstrijd |          |      |
| Jambaljamts Sainbayar | tijdrit      | 40:19.93 | 28   |

### Worstelen

#### Vrije stijl
Mannen
| atleet                     | onderdeel | eerste ronde         | kwartfinale          | halve finale         | herkansing           | finale / BM          | finale / BM |
| atleet                     | onderdeel | tegenstander uitslag | tegenstander uitslag | tegenstander uitslag | tegenstander uitslag | tegenstander uitslag | rang        |
| -------------------------- | --------- | -------------------- | -------------------- | -------------------- | -------------------- | -------------------- | ----------- |
| Tömör-Ochiryn Tulga        | −65 kg    |                      |                      |                      |                      |                      |             |
| Byambasürengiin Bat-Erdene | −86 kg    |                      |                      |                      |                      |                      |             |
| Mönkhtöriin Lkhagvagerel   | −125 kg   |                      |                      |                      |                      |                      |             |

Vrouwen
| atlete                  | onderdeel | eerste ronde         | kwartfinale          | halve finale         | herkansing           | finale / BM          | finale / BM |
| atlete                  | onderdeel | tegenstander uitslag | tegenstander uitslag | tegenstander uitslag | tegenstander uitslag | tegenstander uitslag | rang        |
| ----------------------- | --------- | -------------------- | -------------------- | -------------------- | -------------------- | -------------------- | ----------- |
| Dolgorjavyn Otgonjargal | −50 kg    |                      |                      |                      |                      |                      |             |
| Batkhuyagiin Khulan     | −53 kg    |                      |                      |                      |                      |                      |             |
| Boldsaikhany Khongorzul | −57 kg    |                      |                      |                      |                      |                      |             |
| Pürevdorjiin Orkhon     | −62 kg    |                      |                      |                      |                      |                      |             |
| Enkhsaikhany Delgermaa  | −68 kg    |                      |                      |                      |                      |                      |             |
| Enkh-Amaryn Davaanasan  | −76 kg    |                      |                      |                      |                      |                      |             |

### Zwemmen
Mannen
| Atleet               | Onderdeel        | Series | Series | Halve finale   | Halve finale   | Finale         | Finale         |
| Atleet               | Onderdeel        | Tijd   | Rang   | Tijd           | Rang           | Tijd           | Rang           |
| -------------------- | ---------------- | ------ | ------ | -------------- | -------------- | -------------- | -------------- |
| Batbayaryn Enkhtamir | 100 m vrije slag | 50,81  | 50     | Niet geplaatst | Niet geplaatst | Niet geplaatst | Niet geplaatst |

Vrouwen
| atlete                 | onderdeel        | series  | series | halve finale   | halve finale   | finale         | finale         |
| atlete                 | onderdeel        | tijd    | rang   | tijd           | rang           | tijd           | rang           |
| ---------------------- | ---------------- | ------- | ------ | -------------- | -------------- | -------------- | -------------- |
| Batbayaryn Enkhkhüslen | 200 m vrije slag | 1:59.94 | 18     | niet geplaatst | niet geplaatst | niet geplaatst | niet geplaatst |